# Route nationale 6 (Haïti)
Pour les articles homonymes, voir Route nationale 6.
La route nationale 6, ou RN 6, est une route nationale d'Haïti s'étendant de  la deuxième ville d'Haïti Cap-Haïtien jusqu'à Ouanaminthe à la frontière entre Haïti et la République dominicaine.

## Tracé
- Quartier-Morin
- Limonade
- Caracol
- Terrier-Rouge
- Fort-Liberté
- Ouanaminthe
- Frontière entre Haïti et la République dominicaine